# Districtul Chulabhorn
Chulabhorn (în thailandeză จุฬาภรณ์) este un district (Amphoe) din provincia Nakhon Si Thammarat, Thailanda, cu o populație de 30.668 de locuitori și o suprafață de 192,505 km².

## Componență
Districtul este subdivizat în 6 subdistricte (tambon), care sunt subdivizate în 27 de sate (muban).
| Nr. | Nume            | În thailandeză | Sate | Locuitori |  |
| 1.  | Ban Khuan Mut   | บ้านควนมุด       | 2    | 1,575     |  |
| 2.  | Ban Cha-uat     | บ้านชะอวด       | 4    | 2,735     |  |
| 3.  | Khuan Nong Khwa | ควนหนองคว้า     | 3    | 3,254     |  |
| 4.  | Thung Pho       | ทุ่งโพธิ์          | 8    | 9,811     |  |
| 5.  | Na Mo Bun       | นาหมอบุญ        | 5    | 6,549     |  |
| 6.  | Sam Tambon      | สามตำบล        | 5    | 6,744     |  |

|| 
|}